# Vicetone
Vicetone este un duo neerlandez de DJ și de producție de muzică electronică, format din Ruben den Boer ((pronunție în neerlandeză [ˈrybə(n) dəm ˈbuːr]), născut la 22 ianuarie 1992) și Victor Pool (născut la 9 iulie 1992) din Groningen. Duo-ul a început ca un act de DJ, iar în 2013, au fost votați în lista DJ Mag Top 100 DJs pentru prima dată pe locul 60 ca o nouă intrare. Mai târziu, în 2014, au urcat cu 24 de locuri pe listă, ajungând pe locul 36. În 2015, au scăzut cu 14 locuri, până pe locul 50. Au revenit în Top 100, ajungând pe locul 83 în 2019, dar au ieșit în anul următor.

## Carieră
În 2015, Vicetone a lansat două single-uri cu Kat Nestel intitulate „Angels” și „Nothing Stopping Me”, ambele la Ultra Music. Au lansat un remix pentru o melodie din popularul joc League of Legends numită „Project Yi” și au remixat colaborarea lui Hardwell și Tiesto „Colors”.
Pentru a începe 2016, Vicetone a lansat o nouă piesă la Spinnin' Records numită „Pitch Black”. Aceasta a fost urmată de lansarea primului lor EP intitulat Aurora, care a fost lansat în aprilie înainte de începerea unui turneu principal cu același nume. În iunie 2016, au lansat piesa „Nevada” pentru Monstercat, în colaborare cu Cozi Zuehlsdorff.
În 2018, Vicetone a lansat un alt single cu Cozi Zuehlsdorff intitulat „Way Back”.
În 2020, Vicetone a cunoscut celebritate internațională în urma remixului din 2014 al piesei lui Tony Igy „Astronomia” ca meme pe internet, în care remixul rulează pe fundalul unui videoclip cu un grup de bărbați ghanezi care dansează în timp ce poartă un sicriu, o tradiție funerară comună în Ghana și în unele părți ale Africii, cu ideea de a trimite cei dragi decedați în stil, mai degrabă decât în maniera obișnuită de doliu.
Pe 22 ianuarie 2021, Vicetone a anunțat că albumul lor de debut intitulat „Legacy” va fi lansat pe 2 aprilie a aceluiași an. Acest anunț a venit alături de lansarea single-ului său principal, „No Rest”.

## Discografie

### Albume
| Titlu                                                               | Detalii                                                 | Poziții de vârf |
| Titlu                                                               | Detalii                                                 | US⁠(d) Dance⁠(d)  |
| ------------------------------------------------------------------- | ------------------------------------------------------- | --------------- |
| Legacy                                                              | - Lansare: 2 aprilie 2021 - Casă de discuri: Monstercat | —               |
| „—” indică o înregistrare care nu s-a clasat sau nu a fost lansată. |                                                         |                 |

### Piese extinse
| Titlu                                                               | Detalii                                                                                     | Poziții de vârf |
| Titlu                                                               | Detalii                                                                                     | US⁠(d) Dance⁠(d)  |
| ------------------------------------------------------------------- | ------------------------------------------------------------------------------------------- | --------------- |
| Aurora                                                              | - Lansare: 8 aprilie 2016 - Casă de discuri: Spinnin' Records - Format: Descărcare digitală | 21              |
| Elements                                                            | - Lansare: 22 februarie 2019 - Casă de discuri: Monstercat - Format: Descărcare digitală    | —               |
| „—” indică o înregistrare care nu s-a clasat sau nu a fost lansată. |                                                                                             |                 |

### Single-uri
| Titlu                                                               | An   | Poziții de vârf        | Certificări   | Album                                |
| Titlu                                                               | An   | US⁠(d) Dance Airplay⁠(d) | Certificări   | Album                                |
| ------------------------------------------------------------------- | ---- | ---------------------- | ------------- | ------------------------------------ |
| "Harmony"                                                           | 2012 | —                      |               | Single-uri non-album                 |
| "Heartbeat" (cu Collin McLoughlin⁠(d)                                | 2013 | —                      |               | Single-uri non-album                 |
| "Stars" (cu Jonny Rose)                                             | 2013 | —                      |               | Single-uri non-album                 |
| "Tremble"                                                           | 2013 | —                      |               | Single-uri non-album                 |
| "Chasing Time" (cu Daniel Gidlund)                                  | 2013 | —                      |               | Single-uri non-album                 |
| "Lowdown"                                                           | 2014 | —                      |               | Single-uri non-album                 |
| "White Lies" (cu Chloe Angelides⁠(d)                                 | 2014 | —                      |               | Single-uri non-album                 |
| "Ensemble"                                                          | 2014 | —                      |               | Single-uri non-album                 |
| "Heat"                                                              | 2014 | —                      |               | Single-uri non-album                 |
| "Let Me Feel" (cu Nicky Romero și When We Are Wild)                 | 2014 | —                      |               | Single-uri non-album                 |
| "United We Dance"                                                   | 2014 | —                      |               | Single-uri non-album                 |
| "What I've Waited For" (cu D. Brown)                                | 2014 | —                      |               | Single-uri non-album                 |
| "No Way Out" (cu Kat Nestel⁠(d)                                      | 2015 | —                      |               | Single-uri non-album                 |
| "Follow Me" (cu JHart⁠(d)                                            | 2015 | —                      |               | Single-uri non-album                 |
| "Angels" (cu Kat Nestel)                                            | 2015 | —                      |               | Single-uri non-album                 |
| "Nothing Stopping Me" (cu Kat Nestel)                               | 2015 | —                      |               | Single-uri non-album                 |
| "Catch Me"                                                          | 2015 | —                      |               | Single-uri non-album                 |
| "I'm on Fire"                                                       | 2015 | —                      |               | Single-uri non-album                 |
| "Pitch Black"                                                       | 2016 | —                      |               | Single-uri non-album                 |
| "Hawt Stuff"                                                        | 2016 | —                      |               | Single-uri non-album                 |
| "Nevada" (cu Cozi Zuehlsdorff⁠(d)                                    | 2016 | —                      | - MC⁠(d): Gold | Single-uri non-album                 |
| "Anywhere I Go"                                                     | 2016 | —                      |               | Single-uri non-album                 |
| "Kaleidoscope" (cu Grace Grundy)                                    | 2016 | —                      |               | Single-uri non-album                 |
| "Landslide" (cu Youngblood Hawke⁠(d)                                 | 2016 | —                      |               | Single-uri non-album                 |
| "I Hear You"                                                        | 2017 | —                      |               | Single-uri non-album                 |
| "Apex"                                                              | 2017 | —                      |               | Rocket League x Monstercat Vol. 1⁠(d) |
| "Collide" (cu Rosi Golan⁠(d)                                         | 2017 | —                      |               | Single-uri non-album                 |
| "Fix You" (cu Kyd the Band)                                         | 2018 | —                      |               | Single-uri non-album                 |
| "Way Back" (cu Cozi Zuehlsdorff)                                    | 2018 | —                      |               | Single-uri non-album                 |
| "Walk Thru Fire" (cu Meron Ryan)                                    | 2018 | —                      |               | Single-uri non-album                 |
| "South Beach"                                                       | 2018 | —                      |               | Single-uri non-album                 |
| "Something Strange⁠(d)" (cu Haley Reinhart⁠(d)                        | 2018 | 23                     |               | Elements                             |
| "Fences" (cu Matt Wertz⁠(d)                                          | 2019 | —                      |               | Elements                             |
| "Waiting" (cu Daisy Guttridge)                                      | 2019 | —                      |               | Single-uri non-album                 |
| "Ran Out of Reasons" (cu Meron Ryan și Night Panda)                 | 2019 | —                      |               | Single-uri non-album                 |
| "Aftermath"                                                         | 2019 | —                      |               | Single-uri non-album                 |
| "I Feel Human"                                                      | 2020 | —                      |               | Legacy                               |
| "Animal" (cu Jordan Powers și Bekah Novi)                           | 2020 | —                      |               | Legacy                               |
| "Shadow" (cu Allie X⁠(d)                                             | 2020 | —                      |               | Legacy                               |
| "No Rest"                                                           | 2021 | —                      |               | Legacy                               |
| "Wish You Were Here" (cu Willim și Wink XY)                         | 2021 | —                      |               | Single non-album                     |
| "Barcelona Nights"                                                  | 2022 | —                      |               | Single non-album                     |
| "Always Running"                                                    | 2022 | —                      |               | Single non-album                     |
| "—" indică o înregistrare care nu s-a clasat sau nu a fost lansată. |      |                        |               |                                      |

### Credite de producție
| Titlu       | An   | Artist           | Album           |
| ----------- | ---- | ---------------- | --------------- |
| „Afterglow” | 2016 | Lindsey Stirling | Brave Enough⁠(d) |

### Remix-uri

#### Clasate
- Tony Igy⁠(d) - Astronomia (Vicetone Remix)⁠(d) (2014)

| Top (2020)                                 | Poziția de vârf |
| ------------------------------------------ | --------------- |
| Japonia (Japan Hot 100)                    | 49              |
| SUA Hot Dance/Electronic Songs (Billboard) | 13              |

#### 2012
- Calvin Harris cu Ne-Yo – Let's Go (Vicetone Remix)
- Flo Rida – Whistle (Vicetone Remix)
- Adele – Someone Like You (Vicetone Remix)
- Maroon 5 – Payphone (Vicetone Remix)
- Nicky Romero și Fedde le Grand cu Matthew Koma⁠(d) – Sparks (Vicetone Remix)
- Morgan Page⁠(d) – The Longest Road (Vicetone Remix)
- Youngblood Hawke⁠(d) – We Come Running (Vicetone Remix)
- Zedd – Clarity (Vicetone Remix)

#### 2013
- Hook N Sling⁠(d) vs Nervo⁠(d) – Reason (Vicetone Remix)
- Doctor P. cu Eva Simons – Bulletproof (Vicetone Remix)
- Cazzette⁠(d) – Weapon (Vicetone Remix)
- David Puentez cu Shena⁠(d) – The One (Vicetone remix)
- Matthew Koma – One Night (Vicetone Remix)
- Nervo – Hold On (Vicetone Remix)
- Nicky Romero vs. Krewella – Legacy (Vicetone Remix)
- Linkin Park și Steve Aoki - A Light That Never Comes (Vicetone Remix)

#### 2014
- Krewella - Enjoy The Ride (Vicetone Remix)
- Cash Cash⁠(d) - Overtime (Vicetone Remix)
- Dillon Francis⁠(d), The Chain Gang of 1974⁠(d), Sultan & Shepard⁠(d) - When We Were Young (Vicetone Remix)

#### 2015
- Urban Cone⁠(d) cu Tove Lo - Come Back To Me (Vicetone Remix)
- Little Boots - No Pressure (Vicetone Remix)
- Hardwell și Tiësto cu Andreas Moe⁠(d) - Colors (Vicetone Remix)
- Kelly Clarkson - Invincible (Vicetone Remix)

#### 2016
- Project: Yi (Vicetone Remix) (de la League of Legends)
- Vicetone x Bob Marley - Is This Love [Free]
- Bonnie McKee și Vicetone - I Want It All (Remix)
- The Weeknd cu Daft Punk - Starboy (Vicetone Remix)

#### 2017
- A R I Z O N A - Oceans Away (Vicetone Remix)
- Dua Lipa - New Rules⁠(d) (Vicetone Remix)[34]

#### 2018
- The Prodigy - Omen⁠(d) (Vicetone Remix)
- The Knocks⁠(d) cu Foster The People⁠(d) - Ride Or Die (Vicetone Remix)[35]

#### 2020
- Alesso⁠(d) cu Liam Payne - "Midnight" (Vicetone Remix)[36]